# Albert Jan Oudshoorn
Albert Jan Oudshoorn (Den Helder, 15 augustus 1877 – Amsterdam, 12 juni 1930) was een Nederlands kunstschilder, tekenaar en etser. Hij woonde en werkte onder andere in Amsterdam, Haarlem, Dusseldorf en Rotterdam. 
Oudshoorn was leerling van de Quellinusschool te Amsterdam en verder autodidact. Oudshoorn schilderde en tekende vooral schepen, haven- en strandgezichten, stillevens en landschappen.
Hij was tevens lid van Arti et Amicitiae in Amsterdam